# Сёртис, Брюс
Брюс Сёртис (англ. Bruce Surtees; 23 июля 1937, Лос-Анджелес, Калифорния, США — 23 февраля 2012, Кармел-бай-те-Си, Калифорния, США) — американский кинооператор.

## Карьера
Родился в 1937 году, в семье Майделл Сёртис и кинооператора Роберта Л. Сёртиса. Учился в Art Center College of Design в Пасадине. В кинематографе с 1965 года, сначала в качестве ассистента оператора (своего отца) в фильмах: «Тропа Аллилуйя», «Блеф Кугана» и других. Как главный оператор дебютировал в 1971 году в фильме «Обманутый», с Клинтом Иствудом в главной роли. В дальнейшем был оператором ещё десятка фильмов с участием Иствуда, в основном в вестернах 1970-х, начале 1980-х годов.
В 1975 году Сёртис был номинирован на премию «Оскар» за лучшую операторскую работу в фильме «Ленни».
Скончался 23 февраля 2012 года, на 75 году жизни, от осложнений вызванных диабетом.

## Фильмография
Оператор (56 работ)
- 1971 — Обманутый / The Beguiled (director of photography)
- 1971 — Сыграй мне перед смертью / Play Misty for Me (director of photography)
- 1971 — Грязный Гарри / Dirty Harry (director of photography)
- 1972 — Великий налёт на Нортфилд, Миннесота / The Great Northfield Minnesota Raid (director of photography)
- 1972 — Завоевание планеты обезьян / Conquest of the Planet of the Apes (director of photography)
- 1972 — Джо Кидд / Joe Kidd (director of photography)
- 1973 — Наездник с высоких равнин / High Plains Drifter (director of photography)
- 1973 — Влюблённый Блум / Blume in Love
- 1973 — Команда / The Outfit
- 1974 — Ленни / Lenny
- 1975 — Ночные ходы / Night Moves
- 1976 — Sparkle
- 1976 — Leadbelly
- 1976 — Джоси Уэйлс — человек вне закона / The Outlaw Josey Wales (director of photography)
- 1976 — Самый меткий / The Shootist (director of photography)
- 1977 — Три воина / Three Warriors
- 1978 — Всё решается в среду / Big Wednesday (director of photography)
- 1978 — Кино, кино / Movie Movie (segment Baxter’s Beauties of 1933)
- 1979 — Мечтатель / Dreamer
- 1979 — Побег из Алькатраса / Escape from Alcatraz (director of photography)
- 1981 — Инчхон / Inchon
- 1982 — Огненный лис / Firefox (director of photography)
- 1982 — Белый пёс / White Dog (director of photography)
- 1982 — Начисто / Ladies and Gentlemen, the Fabulous Stains (director of photography)
- 1982 — Человек из притона / Honkytonk Man
- 1983 — Плохие мальчики / Bad Boys
- 1983 — Рискованный бизнес / Risky Business
- 1983 — Внезапный удар / Sudden Impact (director of photography)
- 1984 — Петля / Tightrope (director of photography)
- 1984 — Полицейский из Беверли-Хиллз / Beverly Hills Cop (director of photography)
- 1985 — Бледный всадник / Pale Rider (director of photography)
- 1986 — Психо 3 / Psycho III
- 1986 — Слишком серьёзная игра / Out of Bounds
- 1986 — Мальчик-крыса / Ratboy
- 1987 — Обратно на пляж / Back to the Beach (director of photography)
- 1988 — Водительские права / License to Drive
- 1990 — Мужчины не уходят / Men Don’t Leave
- 1991 — Беги / Run (director of photography)
- 1991 — Золотые цепи / Chains of Gold
- 1991 — Смотритель / The Super
- 1992 — Той самой ночью / That Night
- 1993 — Увлечение / The Crush
- 1994 — Птицы 2: Край земли / The Birds II: Land’s End (TV Movie)
- 1994 — Коррина, Коррина / Corrina, Corrina
- 1995 — Счастливые звёзды над Генриеттой / The Stars Fell on Henrietta
- 1996 — Замена / The Substitute
- 1998 — Немного безобидного секса / Just a Little Harmless Sex
- 1999 — Убийство в маленьком городке / Murder in a Small Town (TV Movie)
- 1999 — Дэш и Лилли / Dash and Lilly (TV Movie)
- 1999 — Тот самый чемпионат / That Championship Season (TV Movie)
- 1999 — Смертельные узы / Lethal Vows (TV Movie)
- 1999 — Дело о даме / The Lady in Question (TV Movie)
- 2000 — Призраки прошлого / Thin Air (TV Movie)
- 2000 — Американская трагедия / American Tragedy (TV Movie)
- 2001 — Не дай ей уйти / And Never Let Her Go (TV Movie)
- 2002 — Джошуа / Joshua

Hide Hide Camera and Electrical Department (6 работ)
- 1965 — Тропа Аллилуйя / The Hallelujah Trail (assistant camera — в титрах не указан)
- 1966 — Пропавший отряд / Lost Command (camera operator)
- 1968 — Блеф Кугана / Coogan’s Bluff (camera operator — в титрах не указан)
- 1970 — Два мула для сестры Сары / Two Mules for Sister Sara (camera operator — в титрах не указан)
- 1970 — Треугольник / Triangle (camera operator)
- 1973 — Потерянный горизонт / Lost Horizon (cameraman: second unit)

## Признание
- 1975 — номинация на «Оскар» за лучшую операторскую работу («Ленни»).
- 1999 — номинация на премию «Эмми» за лучшую работу оператора в мини-сериале или телефильме («Дэш и Лилли»).